# Joseph Banks
Pour les articles homonymes, voir Banks.
Joseph Banks, né le 13 février 1743 à Londres et mort le 19 juin 1820 à Londres, est un naturaliste britannique, passionné de botanique, qui participa au premier voyage de James Cook autour du monde (1768-1771). Cet aristocrate foncier, imprégné des idées de progrès, devint le grand patron des sciences britanniques de la fin du XVIIIe siècle. À la tête de la Royal Society pendant plus de 41 ans, il réussit à infléchir l'étude des sciences naturelles vers les applications pratiques au service du développement économique de l'empire britannique.
C'est lui qui introduisit en Europe l'eucalyptus et le mimosa. Il fut le premier à ramener des spécimens de kangourous.

## Biographie

### Jeunesse 1743-1766
Joseph Banks est le fils de William Banks et Sarah Bate. Il voit le jour le 13 février 1743 dans une famille très prospère, de l'aristocratie foncière du Lincolnshire. Son père était membre de la Chambre des communes.
De ses premières années passées dans le manoir familial (l'ancienne abbaye de Revesby) dans le village de Revesby (Lincolnshire), il garda un goût profond pour la nature.
Il fait ses études à Harrow School et à 13 ans, il rentre dans le très élitiste Eton College. De son éducation très stricte, il ne gardera que quelques rudiments de latin et de grec mais c'est dans cet établissement que sa vocation pour la botanique est née. Lors de promenades, il s'émerveille de la splendeur des fleurs sauvages et décide de tout faire pour mieux les connaître. Le meilleur moyen pour se former est encore de constituer un herbier et au fur et à mesure que celui-ci croissait, nous dit-on, sa résistance au grec faisait de même.

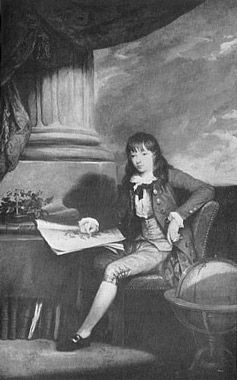
Portrait du jeune Banks à 14 ans, assis à côté d'un globe terrestre, la main posée sur une illustration botanique

En 1760, il entre à l'université d'Oxford, au collège Christ Church. Dépité de ne pas trouver de cours de botanique, il fait venir à ses frais un botaniste de Cambridge, Israel Lyons, pour donner une série de conférences durant l'été 1764.
Il n'avait que 18 ans quand son père est décédé. Il lui laissera une fortune colossale constituée de quatre grands domaines agricoles rapportant environ 6 000 livres par an. Ces moyens considérables ne lui montent pas à la tête et il continue de résider à Christ Church durant les années 1761-62, la majorité de 1763, un peu en 1764-65. Il terminera ses études de philosophie naturelle sans obtenir de diplôme comme ce pouvait être l'usage à son époque.
Tout en s'occupant de la gestion de ses terres, il fréquente le chef-jardinier du Jardin botanique de Chelsea à Londres, le botaniste Philip Miller, qui l'encourage dans ses études. Il rencontre aussi Daniel Solander, un naturaliste Suédois, formé à la botanique par Carl von Linné. À son contact, il découvre la nomenclature linnéenne qu'il adopte aussitôt. En ce temps, la Grande-Bretagne n'avait pas d’éminents botanistes, à la renommée internationale, comme pouvaient l'être Linné ou Bernard de Jussieu dont Linné disait quand on lui posait une question à laquelle il ne pouvait répondre : « Demandez à Dieu... ou à Bernard de Jussieu. »
À la même époque, le pendant français de Joseph Banks, Philibert Commerson est à Paris et comme lui prend contact avec les botanistes, les frères Antoine et Bernard de Jussieu et Michel Adanson. Banks et Commerson seront les premiers naturalistes à participer à une expédition scientifique autour du monde, presque en même temps. Bougainville et Commerson sont dans les îles des Moluques quand Cook et Banks partent d'Angleterre.

### Expédition à Terre-Neuve et Labrador, avril 1766 - janvier 1767
Avant de faire le tour du monde, Banks participa à une expédition scientifique plus modeste.
En 1766, il embarqua sur la frégate HMS Niger pour Terre-Neuve-et-Labrador, dans le but d'étudier sa faune et sa flore. Aux escales, il descend à terre faire des explorations naturalistes avec Constantine Phipps, un ami d'école connu à Eton, plus enclin que lui à étudier les animaux. Ils ramèneront à Londres 340 spécimens de plantes, 91 d'oiseaux, beaucoup de poissons, d'invertébrés et quelques mammifères.
Au retour, Banks entreprend de classer ses collections avec l'aide de Solander qui devint un de ses amis intimes. Il emploie aussi plusieurs peintres pour représenter ses échantillons : Georg Ehret produira 33 fleurs sur velum, Peter Paillou et Sydney Parkinson représenteront les animaux.
Banks tirera grandement profit de cette expérience pour savoir comment organiser au mieux la collecte, la conservation et l'illustration des échantillons lors de voyages au  long cours.
Banks devient membre de la Royal Society en 1766. Bien que passionné de botanique, il n'avait encore que 23 ans et aucune publication à son actif mais des moyens financiers importants, de solides relations et un esprit d'entreprise remarquable.

### Le voyage autour du monde avec Cook, août 1768 - juillet 1771

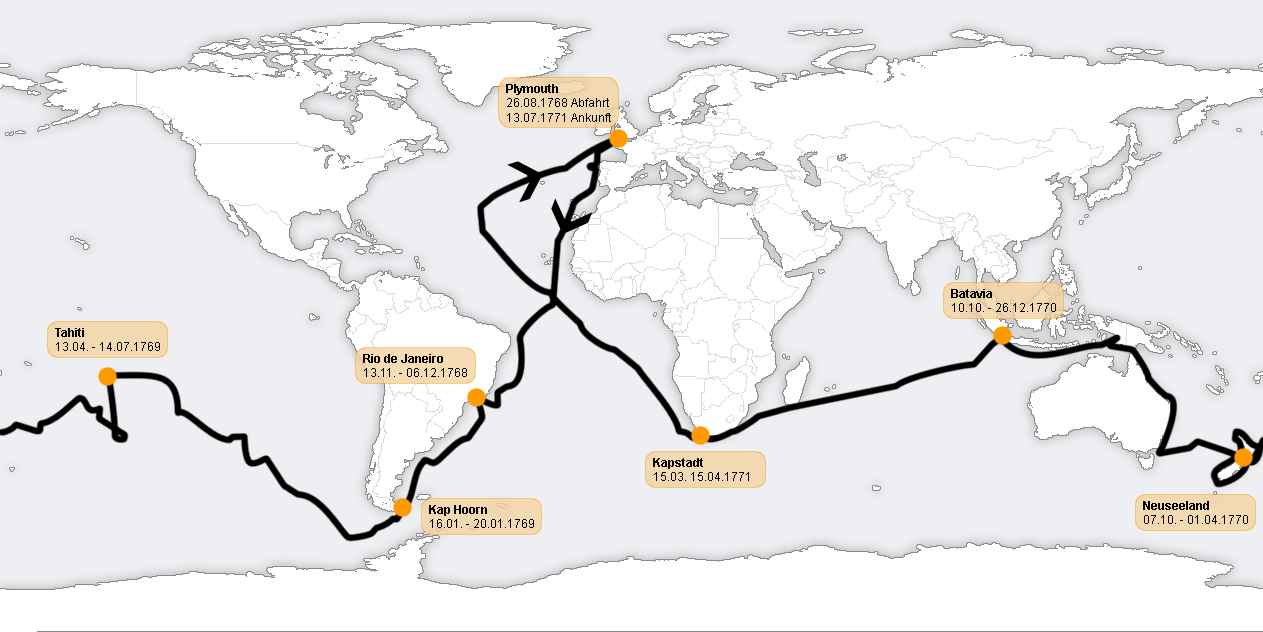
Le premier voyage de Cook autour du monde.

La Royal Society et la Royal Navy projetèrent une expédition autour du monde pour observer le transit de la planète Vénus devant le Soleil afin de mesurer la distance entre la Terre et le Soleil. La Société royale avait déterminé Tahiti comme un des lieux d'observation les plus favorables. Cette île venait d'être découverte par Wallis qui y avait séjourné en juin-juillet 1767.
Banks n'a aucun mal à faire accepter sa participation à l'expédition au titre de naturaliste, car il propose de financer une équipe de huit personnes et leur matériel : Daniel Solander et H.P. Spöring comme naturalistes, Alexander Buchan (en) et Sydney Parkinson, peintres de paysages et d'histoire naturelle, deux métayers de son domaine de Revesby et deux domestiques noirs. Seules trois personnes survivront à ce voyage : Solander et les métayers, et Banks bien sûr. Le matériel était fait de nombreux outils pour prélever les spécimens (filets, hameçons...), d'ouvrages scientifiques pour les identifier, de produits pour les conserver et les stocker. Il y avait aussi l'astronome Charles Green, son aide et leurs instruments d'observation astronomique.

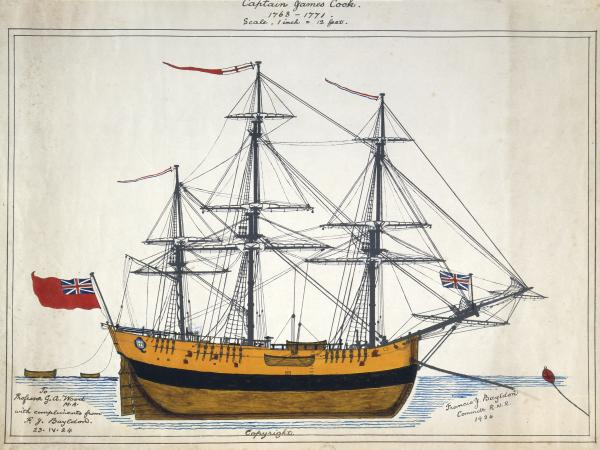
L'Endeavour est un petit trois mâts armé de 6 canons, mesurant seulement 35 m de long sur 9 de large, pour un effectif de 94 personnes.

Le capitaine Cook aux commandes de l'Endeavour appareille de Plymouth en août 1768. Il avait réussi à entasser, sur un espace très restreint, 94 personnes dont 11 du personnel scientifique et 12 soldats — 38 personnes décéderont durant le voyage (soit 40 %).

#### Madère, Rio de Janeiro, septembre-novembre 1768
Le 12 septembre 1768, l'Endeavour mouille à Funchal, dans l'île de Madère. Aussitôt à terre, Banks et Solander se rendent chez le consul anglais qui leur offre son logis, des chevaux et des guides pour explorer l'île. En six jours, ils collectent plusieurs centaines de spécimens : 18 poissons, 246 plantes.
Banks tient un journal dans lequel il consigne très minutieusement ses observations naturalistes et ethnographiques. Il porte un œil froid sur les choses sans jamais livrer sa vie intérieure. De temps en temps, s'échappe toutefois une lueur, comme le 12 octobre 1768, où en mer, il note : « Un requin, squalus carcharias Linn. pris ce matin, et avec lui deux poissons pilotes ; à midi, calme, je descends du navire et prends plusieurs méduses. Le poisson pilote Gasterosteus ductor Linn. est certainement un poisson aussi beau qu'on puisse imaginer : il est bleu clair avec des rayures plus foncées... ».
Le 13 novembre, l'Endeavour arrive en vue de Rio de Janeiro au Brésil. Le Vice-roi portugais très méfiant, les autorise seulement à se ravitailler. Banks malgré tout essaye d'herboriser avec le foin ramené pour le bétail ou en envoyant ses domestiques à terre. Le 26 novembre, il se risque à aller à terre une journée et peut observer des Broméliacées, passiflores, Malpigias, Mimosa, etc. Le 2 décembre, il note avec agacement : « ce matin, grâce à Dieu, nous avons pu obtenir tout ce que nous voulions de ces gentilshommes analphabètes et grossiers, aussi levons-nous l'ancre et faisons voile... ».

#### Des Falklands à Tahiti
Début janvier 1769, au niveau des Falklands, les eaux beaucoup plus froides et riches, permettent de nombreuses observations aux naturalistes : baleines, manchots, phoques, de grandes quantités d'oiseaux.
Ils se dirigent ensuite vers le Pacifique par le détroit de Le Maire, au large de la Terre de Feu. Le 15 janvier, ils peuvent entrer en contact avec les Fuégiens peu farouches et collecter une centaine de nouvelles plantes inconnues. Le matin suivant, Banks et l'équipe de scientifiques partent collecter des plantes alpines. Ignorant que le temps de ces régions subarctiques peut brusquement changer, ils partent par « un beau temps ensoleillé de mai ». Mais alors qu'ils récoltent des plantes, soudainement, le ciel se couvre et une violente tempête de neige se lève. La nuit, ils se font un abri de branchages mais trouvent le lendemain que les deux serviteurs noirs sont morts.
Quatre jours plus tard, l'événement semble avoir été oublié, Banks au caractère bien trempé, reprend ses herborisations avec le même enthousiasme « Aucun botaniste, écrit-il dans son journal du 20 janvier, n'a connu de plaisir plus grand que Dr Solander et moi, avons dans la poursuite favorite de ces plantes... nous ne nous lassons pas de nous émerveiller de l'infinie variété de la Création et d'admirer l'infini soin avec laquelle la Providence a adapté ses multiples productions aux différents climats ».
L'Endeavour passe le cap Horn dans la brume et s'engage dans l'océan Pacifique, direction nord-ouest. Quelque chose comme quatre mille milles les séparent encore de la petite île de Tahiti, perdue au milieu de l'océan, et plus de deux mois de navigation, sans possibilité de connaitre sa longitude. Dès que le temps le permet, Banks descend dans sa barque pour tirer quelques oiseaux, les décrire et ensuite les donner au cuisinier.

#### Tahiti, 13 avril - 13 juillet 1769

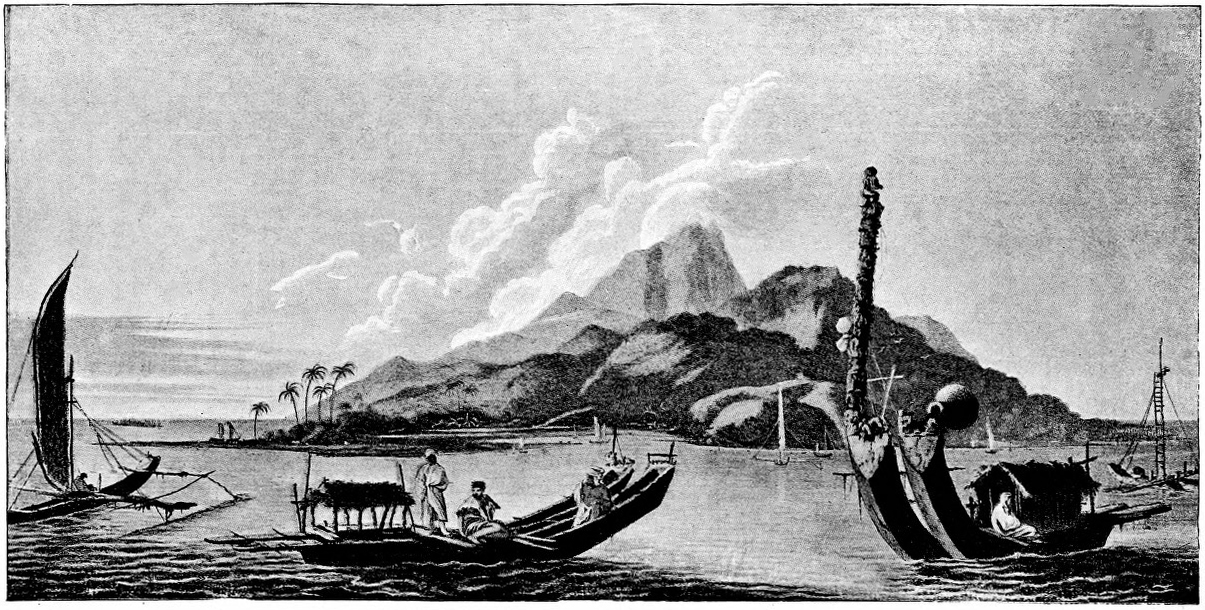
Types de canoës tahitiens (Journal de Cook).

Après des jours et des jours de navigation monotone, le jeune Joseph Banks ne se départ pas de son ton neutre et impassible pour conter son arrivée à l'île du Roi George (comme Wallis avait appelé Tahiti). Pour s'assurer des intentions pacifiques de chacun, les premiers contacts se font par des échanges de cadeaux : les insulaires apportent un coq, une poule et une pièce d'étoffe parfumée au capitaine Cook et à Banks et celui-ci donne en retour une cravate de soie garnie de dentelles et un mouchoir de poche. « Après cette cérémonie, note Banks dans son journal du 13 avril, nous allâmes librement dans plusieurs grandes maisons accompagnées par des femmes qui nous firent toutes sortes de politesses dont il nous était facile de profiter mais comme il n'y avait aucun lieu où se retirer, les maisons n'ayant pas de murs, nous n'eûmes pas la possibilité de répondre à leur politesse... ».
Un an auparavant, les navigateurs français accompagnant le capitaine Bougainville répondirent avec plus d'enthousiasme aux politesses de leurs charmantes hôtesses et se conformèrent « aux usages du pays » nous dit Bougainville. Le naturaliste du bord, Philibert Commerson, imprégné des idées des Lumières, vit même dans la société tahitienne comme un type idéal, une utopie hédoniste où l'homme naturel vivrait « sans vices, sans préjugés, sans besoins, sans dissensions ».
Si Banks n'affichait pas facilement ses sentiments, c'était pourtant un jeune homme très cordial, capable de gagner la confiance d'un chef, au point où celui-ci venait avec ses femmes dormir sous sa tente à terre. Banks excellait dans le troc ou dans la négociation avec les insulaires pour récupérer les objets volés, sans recourir à la force. Il permit d'éviter au capitaine Cook, qui au contraire était un homme autoritaire et intransigeant, bien des violences inutiles.

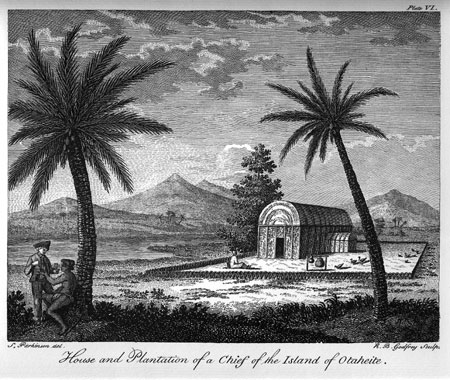
Maison et plantation d'un chef de l'île d’O’thaiti (Sydney Parkinson, 1769).

Certains membres de l'équipage avaient des scrupules à se laisser aller « au pêché de fornication » comme le note le peintre Sydney Parkinson dans son journal, mais l'enjoué Banks semble ne pas s'être embarrassé de ce genre de considérations et profitant de l'assurance que ses privilèges d'aristocrate lui donnaient, allait — dormir seul dans les bois — (« seul » dans les bras des vahinés). Il entretint des rapports cordiaux et intimes avec la reine Oborea et surtout avec sa jeune servante Otheothea aux « yeux de feu ». Pour participer à une cérémonie funéraire, il n'hésite pas à se défaire de ses vêtements européens, à s'enduire le corps de charbon de bois pour se joindre au groupe de participants qui jouaient le rôle de fantômes des ancêtres et à défiler derrière le sorcier (Heiva). Son habileté à évoluer dans tous les milieux, à s'adapter à toutes les situations, lui permit de voir tous les aspects les plus secrets de la vie des Tahitiens. Il fut probablement le seul de l'équipage à apprendre quelques rudiments de la langue parlée (le reo tahiti).
Banks le passionné de botanique, semble donc avoir été plus fasciné par les mœurs locales que par les fleurs. Sur les trois mois passés dans l'île, il ne mentionne les plantes sauvages que deux fois dans son journal (les 22 mai et 3 juin) par contre il donne un compte rendu ethnographique minutieux de la société tahitienne du XVIIIe siècle, sans afficher le moindre préjugé de supériorité mais au contraire en faisant preuve d'une grande ouverture d'esprit. Il décrit ainsi minutieusement le tatouage des fesses des petites filles, la pratique de la flute en soufflant par le nez ou le rôtissage des chiens ou encore la pratique du surf sur d'énormes vagues déferlantes, ce qui l'impressionna passablement. Il écrira plus tard « Après un séjour de trois mois, nous quittâmes nos insulaires bien-aimés avec beaucoup de regret ».
Ce séjour permit aussi à l'astronome, à Cook et à Solander d'observer dans de bonnes conditions météorologiques, le passage de Vénus devant le disque solaire et réaliser ainsi l'objectif officiel de l'expédition. Le capitaine Cook fit une carte très claire de l'île qui servit à plusieurs générations de marins européens.

#### Nouvelle-Zélande, 8 octobre 1769 - 31 mars 1770

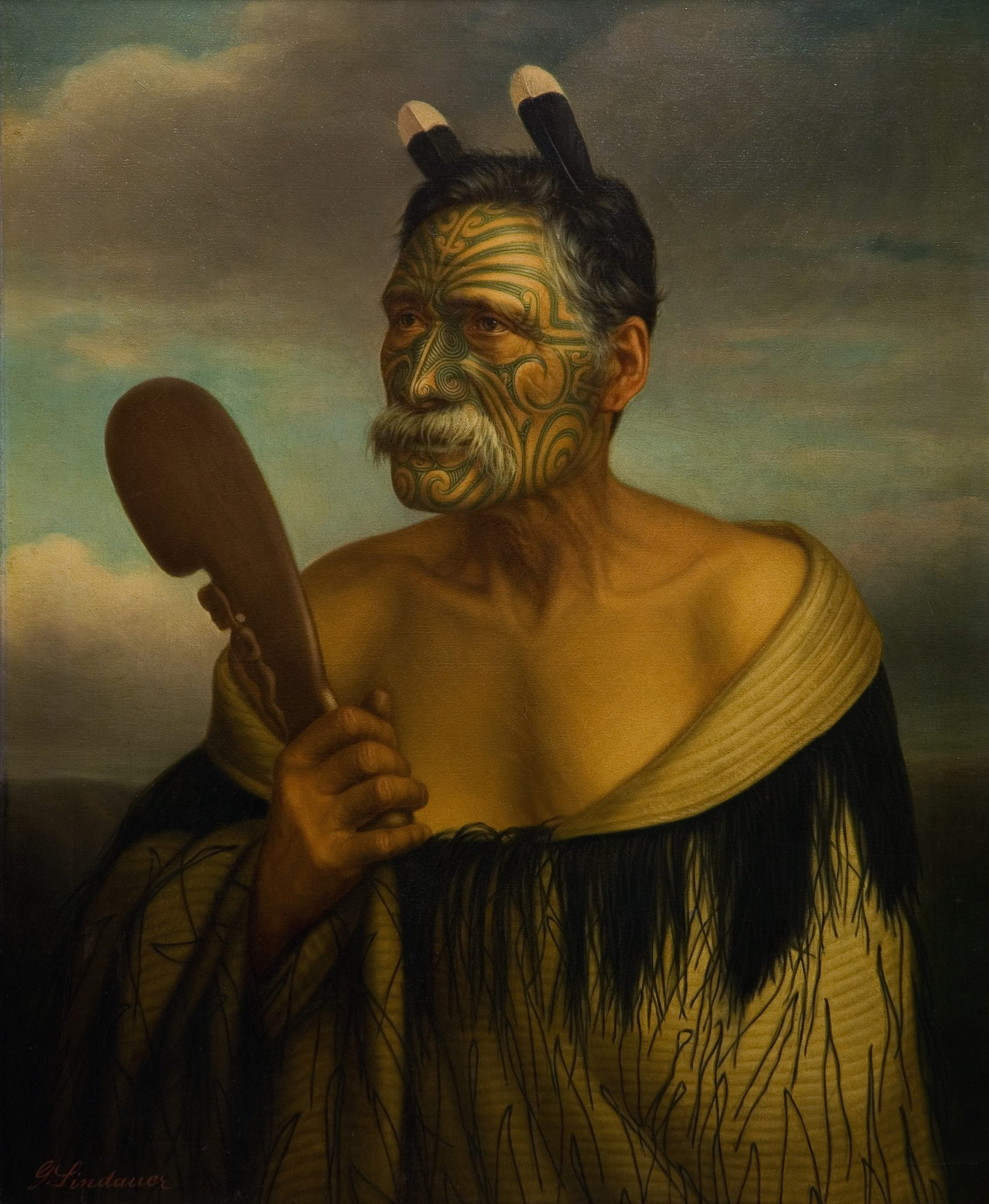
Tatouage facial de Māori.

Cook fit voile ensuite vers le sud, après avoir embarqué, sur les conseils de Banks, un guide tahitien nommé Tupia. Mais malgré les bons offices d'interprète de Tupia, quand ils arrivèrent en Nouvelle-Zélande, la plupart des tentatives de contacts avec la population māori furent vouées à l'échec parce que les attaques violentes de ces derniers avaient été repoussées par des coups de feu mortels.
En six mois de navigation autour des îles, Cook put cartographier précisément la côte de Nouvelle-Zélande et Banks et Solander récolter de nombreuses plantes et recueillir difficilement des informations sur les mœurs guerrières des Maori : leurs tatouages, leurs chants de guerre, leur pratique de l'anthropophagie, la conservation des têtes tatouées de leurs ennemis gardées comme trophées de guerre. Une étude comparative de quelques mots parlés à Tahiti et en Nouvelle-Zélande, lui permit de comprendre la parenté des langues polynésiennes. Banks tout comme Cook firent preuve de beaucoup d'indulgence et d'ouverture d'esprit devant des comportements aussi étranges pour des Européens du XVIIIe siècle que le cannibalisme.

#### Australie, 28 avril 1770 - août 1770

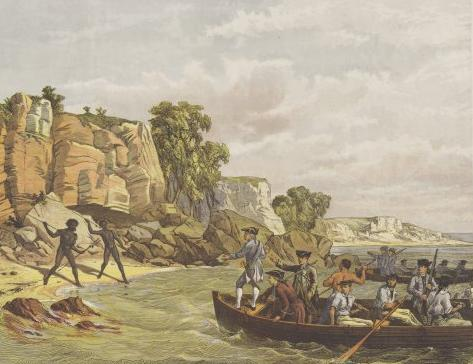
Arrivée de Cook à Botany Bay ; les indigènes ne portaient pas de vêtements ni d'ornements, note-t-il dans son journal

Après une quinzaine de jours de navigation, l'Endeavour jeta l'ancre dans une baie située au sud de l'actuelle Sydney (sud-est de l'Australie nommée à l'époque Nouvelle Hollande). Cook la nomma « baie de la botanique » (Botany Bay) parce que Banks et Solander y trouvèrent une grande quantité de plantes.
Lors de plusieurs tentatives de contacts, les indigènes prirent la fuite à l'approche des navigateurs ou opposèrent une faible résistance en raison de la légèreté de leur armement.
En quelques jours Banks, Solander et Spöring collectent une grande quantité de plantes qu'ils rapportent au navire pour les faire sécher. À bord, Parkinson s'affaire à les dessiner : en 14 jours, il en fit 94 esquisses rapides. Banks et ses collaborateurs observent et récoltent aussi des spécimens d'une grosse fourmi fabriquant des nids de boue dans les eucalyptus (Myrmecia gulosa). Et dans un rare moment où il laisse transparaître son enthousiasme, Banks note dans son journal du 29 mai 1770 :  « Il y avait en général des myriades d'insectes, en particulier de papillons : un de ceux-ci, semblable au P. similis Linn., sur 3 à 4 acres, l'espace en était merveilleusement plein à craquer, on ne pouvait tourner les yeux dans n'importe quelle direction sans en voir des millions, et même les branches et rameaux étaient couverts par des individus posés ; nous en ramassâmes autant que nous pûmes, en les assommant à coup de chapeau ou de n'importe quel objet qui nous tombait sous la main ». Il s'émerveille aussi à la vue de petits poissons restés au sec sur la grève et qui « à notre vue s'enfuyaient immédiatement en sautant prestement comme des grenouilles avec l'aide de leurs nageoires pectorales ; ils ne semblaient pas préférer l'eau à la terre car on en voyait sauter hors de l'eau sur la terre ferme... ». Jamais les naturalistes ne firent au cours du voyage de si belles collectes de plantes, d'insectes, d'oiseaux et de poissons.
L'Endeavour mit ensuite les voiles en direction du nord. Le 11 juin 1770, le navire heurta un banc de la Grande Barrière de corail et faillit sombrer. Cook et ses officiers ne perdirent pas leur sang froid et réussirent de justesse à ramener le navire sur la côte (actuellement près de Cooktown, Queensland). Durant les sept semaines que prit la réparation de l'avarie, Solander et Banks en profitent pour aller herboriser et tirer de nombreux oiseaux.

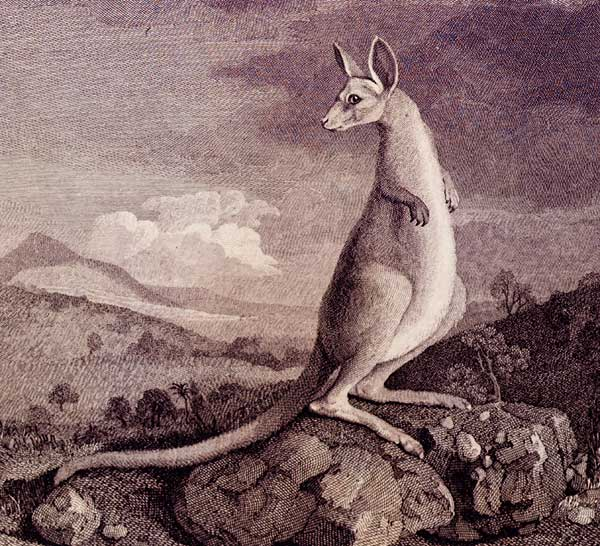
Kangourou, dessin de Sydney Parkinson, 1770.

C'est là que survient la découverte d'un animal bien plus étrange que ce qu'ils avaient jusque-là pu voir (Journal). Il ressemblait à un chien de chasse avec une longue queue mais « rien de ce que j'avais vu jusque-là ne lui ressemblait » (25 juin). Une douzaine de jours plus tard « nous avons la surprise de voir qu'au lieu d'aller sur leurs quatre pattes, ils n'en utilisaient que deux, pour faire d'énormes bonds comme une gerboise (Mus jaculus) ». Le 14 juillet le second lieutenant tua un animal avec deux très petites pattes avant et deux énormes pattes arrière, disproportionnées (il s'agissait probablement du kangourou géant). Sans plus de considération pour la découverte, il fut préparé pour le diner et se révéla dit-il « une excellente viande ». Finalement le 29 juillet, le chien de Banks attrapa un kangourou (comme les indigènes les appellent) de petite taille. La fourrure fut prélevée pour être conservée.

#### Batavia, 9 octobre 1770 - 25 décembre 1770

Caricature de 1772.

Remis en état, l'Endeavour, au prix d'efforts considérables, finit par sortir du Labyrinthe insensé (comme Cook appelle la Grande Barrière de corail) et trouve un passage entre la Nouvelle-Guinée et l'Australie.
Il peut enfin faire voile vers Batavia (maintenant Jakarta) à Java. Les Hollandais y avait construit une ville de type européen pour implanter le siège de la Compagnie néerlandaise des Indes orientales et en faire le centre du commerce extrême-oriental. Mais la place était infestée par les fièvres. Cook, Banks et Solander ainsi que beaucoup d'autres, les attrapèrent et furent très malades. Cook qui n'avait perdu que deux hommes en deux ans et demi, verra ce succès sanitaire se transformer en déroute du fait des pathologies tropicales. Il perdra, surtout durant le retour, 38 hommes sur 94. L'équipe de Banks fut réduite de moitié. Le peintre Buchan, le dessinateur Sydney Parkinson, le naturaliste Spöring, l'astronome Green, le chirurgien Monkhouse, Toupia et bien d'autres périrent. Banks lui-même souffrit à plusieurs reprises de dysenterie amibienne et n'eut que très peu l'occasion d'herboriser durant les sept mois de retour.
Banks arriva à Londres le 13 juillet 1771 anéanti par la perte de tant de compagnons de voyage.

### Accueil des voyageurs à leur retour et derniers voyages, 1771-1773

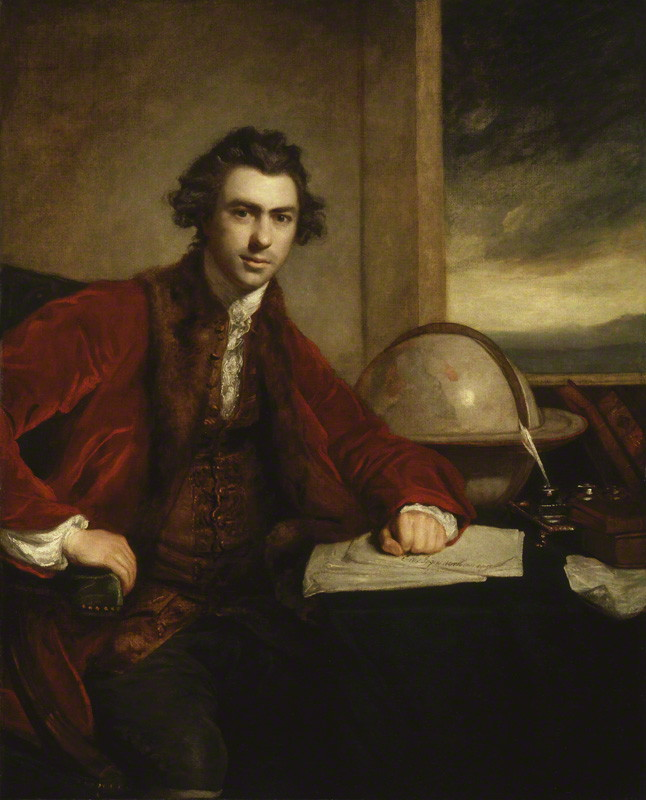
Joseph Banks, pose devant un globe terrestre (1771-1773). À cette époque, il est célébré comme un voyageur intrépide (huile de Joshua Reynolds).

Les voyageurs furent accueillis triomphalement à leur retour en Angleterre. Banks, Solander et Cook furent reçus par le roi George III en août 1771. Linné fit l'éloge de Banks en ces termes : « Je ne saurais comment admirer suffisamment M. Banks qui s'est exposé à tant de dangers et a consacré plus d'argent à la cause de l'Histoire Naturelle que nul autre homme ».
L'immense collection de plantes, graines, insectes, coquillages et autres animaux, les objets ethnographiques (armes, ornements, etc.) ainsi que toutes les notes et dessins furent déposés dans plusieurs pièces de la maison de Banks à Londres. L'ensemble des collections constituait un véritable musée privé. Solander en eu la responsabilité comme bibliothécaire et conservateur.
Banks engagea aussi cinq artistes pour créer des aquarelles à partir de tous les dessins de Parkinson. Puis entre 1771 et 1784, il engagea 18 graveurs pour réaliser des gravures au trait sur plaque de cuivre d'après les 743 aquarelles achevées. En 1782, Banks dit à Hasted, un collègue de la Royal Society, qu'il espérait bientôt publier un ouvrage « comme j'ai maintenant près de 700 plaques préparées; [le livre] rendra compte des nouvelles plantes découvertes dans mon voyage autour du monde, quelque chose aux alentours de 800 ». Cette collection qui devait être rassemblée dans le Florilège de Banks ne fut pourtant jamais imprimée de son vivant et il légua finalement les plaques au British Museum. Georges Cuvier, un grand admirateur de Banks, se plaignait en 1821 que personne ne pouvait bénéficier de ce travail considérable. « Ses récoltes, pendant trois années que dura le voyage, en objets de toute espèce, furent immenses... Longtemps on espéra que Solander et lui en feraient jouir le public ; et il est difficile de savoir ce qui les a empêchés. » (Éloge historique). Il fallut attendre la fin du XXe siècle pour voir le Florilège publier. Banks n'a d'ailleurs pratiquement rien publié de son vivant. Les historiens s'expliquent mal son incapacité à publier, : incapacité à écrire correctement, peur des critiques... L'homme d'action volontaire, si courageux et si sûr de lui, perdait-il son assurance pour rédiger une analyse scientifique ? Toujours est-il qu'hormis son énorme correspondance, il ne reste de lui qu'un pamphlet sur l'exportation de la laine, une étude sur les maladies du blé et quelques autres papiers dans les Annals of Agriculture.
Banks projeta une nouvelle grande expédition dans le Pacifique avec le capitaine Cook. Mais ses exigences furent jugées incompatibles avec la sécurité par l'Amirauté qui refusa.
Banks dut se contenter de quelques petites prospections naturalistes à l'île de Wight, dans les îles d'Écosse et en Islande (en 1772), puis dans le sud du pays de Galles (en 1773). Ce furent ses dernières expéditions avant son installation définitive à Londres où commença une toute nouvelle vie pour lui.

### Le président influent de la Royal Society à la fin duXVIIIesiècle
Banks reçut plusieurs distinctions académiques et entra en contact avec la plupart des scientifiques de son temps. En novembre 1778, il fut élu président de la Royal Society. Il le restera jusqu'à sa mort, 41 ans plus tard.
La première rencontre formelle avec le roi George III s'était transformée en une longue promenade dans le grand parc de Windsor. Tous les deux étaient jeunes (33 ans pour le roi et 28 pour Banks), tous les deux possédaient d'immenses domaines agricoles qu'ils désiraient mettre en valeur et tous les deux étaient intéressés par les sciences. Banks devint le conseiller du roi et même son confident. Une réelle amitié s'installa entre eux.
Banks ne se maria qu'à l'âge de 36 ans (en 1779) avec une young lady, Dorothea Hugessen. Son élection à la présidence de la Royal Society et son mariage marquent la frontière entre sa jeunesse aventureuse et l'homme d'influence, ayant accédé à une position sociale prééminente, avec de hautes responsabilités académiques.
Après avoir su échapper aux plus grands périls lors de l'expédition autour du monde, il lui fallut apprendre à composer en société avec un peu plus de tact et de diplomatie qu'il ne l'avait fait jusque-là. Lors des dissensions de 1783-84 à la Royal Society, on l'accusa de « se croire né pour diriger ». Mais de sa riche expérience humaine, il sut apprendre l'art du compromis et de la persuasion.

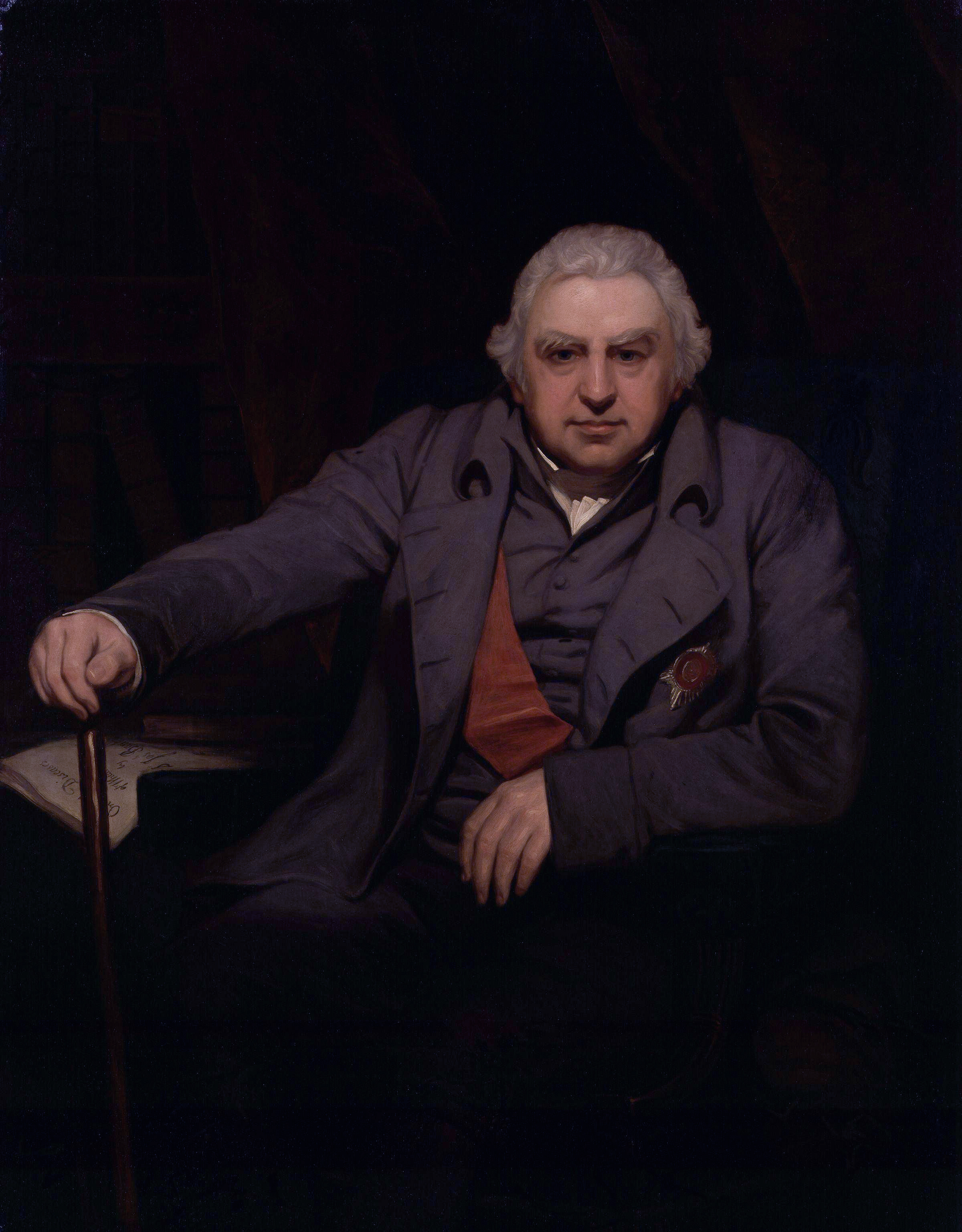
Sir Joseph Banks en 1810, pose en habit de cour et décoré de l'Ordre du Bain (huile de Thomas Phillips).

Au printemps 1781, le roi le fit baronnet, un titre de noblesse lui donnant droit à l'appellation de « Sir » devant son prénom. Il reçut aussi la grand'croix du Très honorable ordre du Bain (Most Honourable Order of the Bath) et devint en 1797 membre du Conseil privé (Privy Council) chargé de conseiller le roi. Tous ses titres n'empêchaient pas Banks de se lier d'amitié avec des personnes de toutes conditions bien qu'il ait gardé un sens aigu de son rang social.

#### La nouvelle orientation de la Royal Society
Lorsque Banks fut élu à la présidence de la Royal Society, il n'avait que 35 ans, aucune publication à son actif et était naturaliste alors que la figure tutélaire de la Société était le grand Isaac Newton, immense physicien, mathématicien et astronome, ayant présidé la Société de 1703 à 1727. Le fringant et entreprenant jeune homme, auréolé du prestige de son voyage autour du monde, entreprit de réformer la Société Royale avec détermination et sérieux. Rapidement, il entra en conflit avec les Secrétaires sur les règles de sélection des papiers présentés à la Société et sur l'organisation administrative interne. Dans la vive polémique qui s'ensuivit, il fut accusé par Samuel Horsley de « négliger les sciences mathématiques, d'être une non-entité scientifique, de favoriser les candidats bien nés, d'accumuler ses partisans dans le Conseil, ...d'être le seul maître des admissions, en d'autres termes d'être le Monarque de la Société ». Horsley comme éditeur des travaux scientifiques de Newton, était à la tête de la fronde des mathématiciens. Banks ne s'émut pas de ces attaques et les traita avec le plus profond dédain. En janvier 1784, une motion de confiance fut mise au vote et Banks gagna à une très forte majorité (119 contre 42). Après quelques démissions, la paix revint au sein de la docte assemblée. Le leadership de Banks s'imposa alors sans partage jusqu'à sa mort.
« Un souci constant de Banks était de favoriser les connaissances utiles au progrès humain ». À la tête de la Royal Society, il tourna la page des études théoriques et mathématiques de Newton, pour promouvoir les études d'histoires naturelles qui au début du siècle avaient été reléguées au second rang.
Comme Président de la Royal Society, ses conseils furent souvent sollicités en matière de sciences appliquées ou d'agronomie, un sujet qui lui a toujours tenu à cœur en raison de ses immenses propriétés agricoles.
Banks fut aussi le principal financier du projet de cartographie géologique de la Grande-Bretagne mené par William Smith.

#### L'ouverture sur le monde des Jardins botaniques de Kew

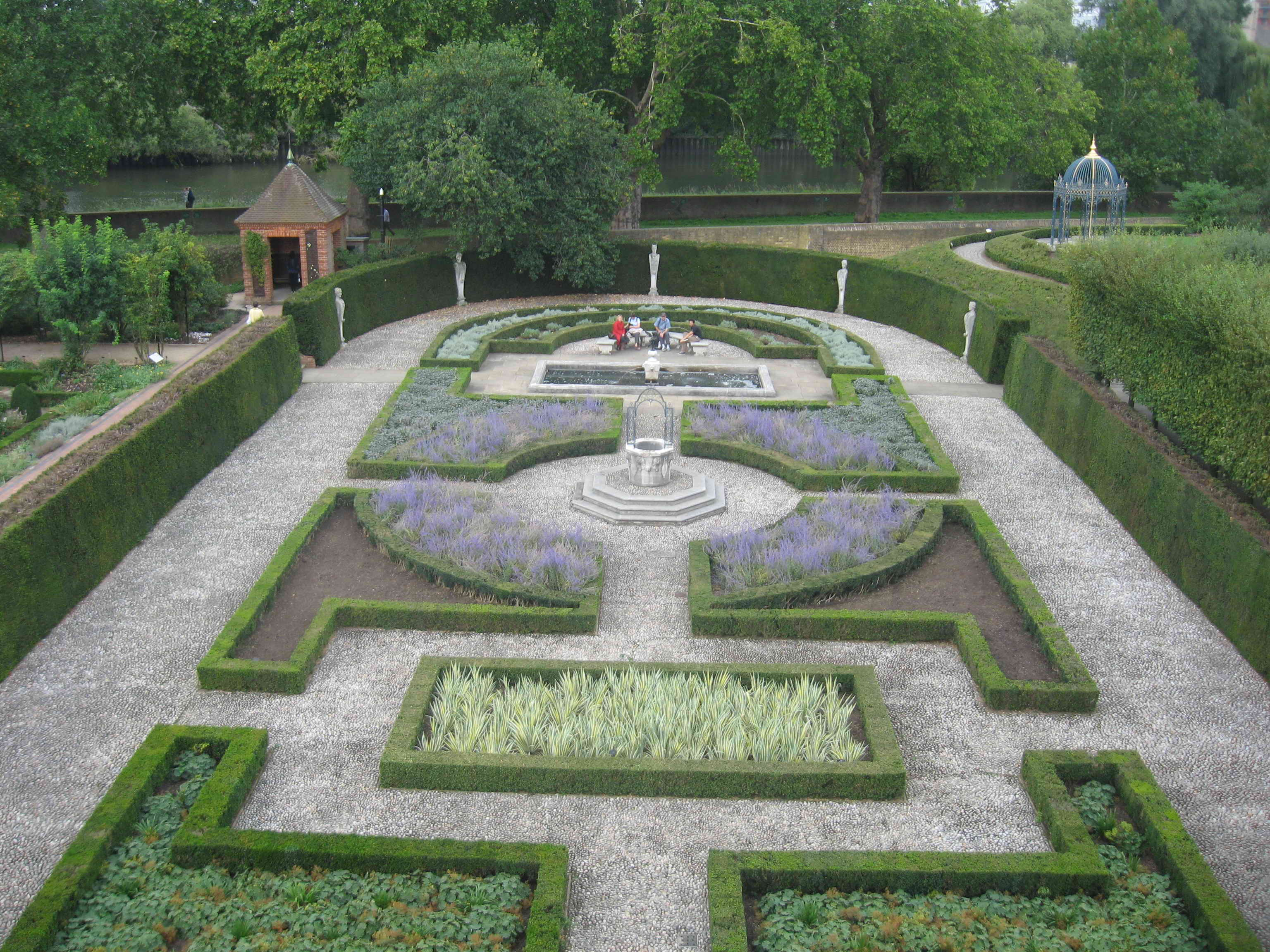
Les Jardins de Kew, the Queen's Garden.

Comme dans sa jeunesse, Banks avait admiré l'introduction de nouvelles plantes au Jardin de Chelsea par Philip Miller, il désira à son retour de voyage promouvoir la culture de nouvelles plantes venant du monde entier.
Il profita de sa position académique prééminente, pour donner une nouvelle orientation aux Jardins botaniques royaux de Kew. À partir de 1773, il en devint suivant ses propres termes "un genre de surintendant", c'est-à-dire un directeur de facto. C'est lui qui favorisa l'ouverture sur le monde du jardin. En 1789, les jardins de Kew qui étaient jusque-là loués furent achetés par la famille royale. Le roi Georges III aimait s'y promener régulièrement.
Le roi et lui-même fixèrent comme objectif au jardin la promotion des plantes indigènes et exotiques utiles au progrès économique.
Banks encouragea des campagnes de collecte de plantes en Afrique du Sud (Francis Masson et James Bowie), en Afrique de l'Ouest (Mungo Park), Inde, Abyssinie (James Bruce), Chine et Amérique (Archibald Menzies) et Australie (David Burton, George Caley, Robert Brown, Allan Cunningham, George Suttor). C'est lui qui favorisa les voyages d'exploration de George Vancouver dans le Pacifique du nord-est ou d'Allan Cunningham au Brésil puis en Australie toujours pour collecter des plantes pour les jardins de Kew. Un important système d'échange de graines et de plants s'instaura entre Kew et les colonies. Au début du XIXe siècle la réputation des jardins de Kew était telle que pratiquement aucun navire ne quittait l'Inde ou n'importe quelle autre colonie, sans emporter à bord quelques spécimens de plantes pour les jardins.
Un exemple intéressant est celui de l'arbre à pain. Lors de son voyage à Tahiti, il avait vu que ce grand et bel arbre cultivé par les Tahitiens fournissait sans difficulté une nourriture abondante aux insulaires. Pour résoudre le problème de la nourriture des esclaves des Caraïbes, il perçut l'intérêt de l'introduire dans ces colonies. La Royal Society soumit son projet au roi George III qui l'accueillit avec enthousiasme. L'Amirauté racheta un navire et chargea en 1787 William Bligh de ramener l'arbre à pain. Mais le célèbre épisode de la mutinerie du Bounty fit échouer momentanément le projet. Un second voyage fut organisé, avec succès cette fois.
Les Jardins de Kew devinrent sous la direction de facto de Banks non seulement un centre de collectes de spécimens botaniques mais aussi un centre d'étude de botanique économique en vue des applications directes au Royaume-Uni et dans ses colonies. Ainsi, Kew envoya le camphrier et le manguier au jardin botanique de la Jamaïque. Ou encore, Banks incita l'East India Company à planter des théiers dans les colonies. C'est lui qui chargea aussi Phillip d'aller à Rio de Janeiro (en 1787) ramasser des plantes qui pourraient être cultivées dans la nouvelle colonie d'Australie. Le jardin du roi, sous le pilotage de Banks, devint ainsi « investi d'une sorte de direction officieuse de la colonisation agricole ».

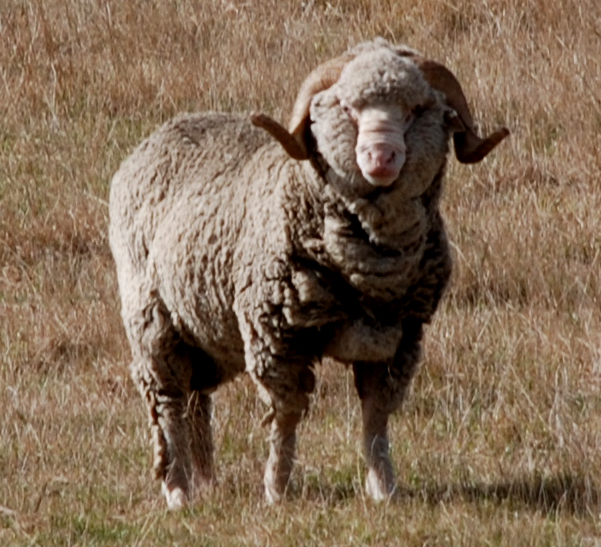
Un merino de Nouvelle-Zélande.

Banks avait sur ses terres de nombreux éleveurs ovins et lors de la chute du prix de la laine, il écrivit un pamphlet anonyme contre la loi empêchant l'exportation de la laine. En juin 1785, il réussit à faire venir de France (d'Alfort et Montbard), grâce à son ami Broussonet, un bélier et une brebis de race mérinos. Ce fut le point de départ d'un troupeau expérimental visant à produire une laine fine grâce à des croisements entre races.
Ce travail de sélection fut poursuivi pour le compte du roi à Kew. Le royaume avait besoin d'une production importante de laine pour alimenter son industrie lainière naissante.
Banks toujours par l'intermédiaire de Broussonet, fit venir par les chemins un troupeau de mérinos de Provence. Le 3 janvier 1789, arriva à Douvres, un troupeau de 48 moutons qui quinze jours plus tard, atteignirent Kew. En remerciement Banks envoya un kangourou à Broussonet, le premier kangourou importé en France.
Mais Banks tenait aussi à avoir le « véritable » mérinos d'Espagne, sa patrie d'origine qui en interdisait cependant jalousement l'exportation. Il réussit à faire passer par le Portugal deux brebis et un bélier de la « meilleure race espagnole ». Pour lui, c'est le véritable début du « Troupeau espagnol de sa Majesté ». Bien d'autres furent importés, tout aussi peu légalement mais en évitant que le nom du roi ne soit mentionné.
Le troupeau de mérinos de sa Majesté fournira des reproducteurs aux éleveurs ovins au Royaume-Uni, en Australie et en Nouvelle-Zélande.

### Le père fondateur de la colonie d'Australie
Après la déclaration d'indépendance des colonies britanniques d'Amérique du Nord en 1776, le Royaume-Uni s'aperçut de l'intérêt économique que pouvait représenter l'Australie. Les incursions des Français dans la zone australe, avec les voyages de Bougainville et La Pérouse, attisèrent la concurrence stratégique dans la région. Cette terre australienne réputée ingrate, n'attirant pas les colons, le gouvernement de George III décida sur les conseils de Banks, de créer une colonie pénitentiaire dans la région de Botany Bay. Une flotte de 11 navires, commandée par le capitaine Arthur Phillip, débarqua le 26 janvier 1788 près d'un millier de colons dont 750 bagnards. Cette date est devenue celle de la fête nationale.
Dans les années qui suivirent, Banks continua d'être le principal avocat auprès du gouvernement de la colonisation. Il joua un rôle majeur dans le choix des gouverneurs, et dans l'encouragement des voyages d'exploration pour déterminer ses possibilités de développement. Les trois premiers gouverneurs de la colonie furent en correspondance permanente avec Banks. C'est aussi lui qui recommanda Bligh comme gouverneur de Nouvelle-Galles du Sud. Il pensait que l'organisation des colonies nécessitait une discipline rigoureuse et que Bligh avait les qualités requises pour la faire respecter strictement. Banks s'impliqua aussi dans la circumnavigation de l'Australie en 1800-1805 par Matthew Flinders.
Banks fut aussi très actif dans la fondation de l'African Association une organisation dédiée à l'exploration de l'Afrique. Elle soutint une série d'expéditions souvent malheureuses en Afrique mais ouvrit la voie aux pénétrations coloniales britanniques en Afrique de l'Ouest.
Toujours avec le même souci d'efficacité, Banks fut aussi un adversaire de l'esclavage non pas pour des raisons morales mais pour des raisons économiques, les esclaves essayant par tous les moyens de travailler le moins possible.

## Progrès et raison, les valeurs des Lumières anglaises
Banks n'était pas enclin à la réflexion philosophique mais toutes ses actions furent imprégnées de l'esprit des Lumières anglaises.
« Pour Banks, ... après une éducation dans les bastions des valeurs de l'Establishment, que sont Eton et Christ Church », nous dit Gascoigne, « le terme de "Lumières" indiquait juste une confiance à la fois dans la possibilité du progrès et les capacités de nos facultés naturelles: un ensemble de valeurs qui anima sa vie et donna une direction et un but à la multiplicité déconcertantes de ses activités ».
À ces idées, les philosophes des Lumières français ajoutaient l'idée duniversalité (tous les êtres humains possèdent un ensemble de droits identiques), d'''égalité (ils sont égaux en droit). L'autonomie de l'individu devait être précédée d'une phase d'émancipation du poids de la tradition, de la tutelle imposée par la religion. La critique de l'ordre existant, mais aussi la critique de la morale, de la religion, du droit est le trait distinctif des Lumières continentales.
En pleine Révolution française, Banks décrivait la fin de la décade 1790 comme le temps de la monstrueuse naissance de l'égalité (« times like ours teeming with the monstruous Birth of Equality »). L'ombre de la Révolution eut pour effet de renforcer sa vénération de la monarchie. Car selon, Gascoigne, « Banks était trop un enfant de l'Establishment pour défier les ordres institués de l’Église et de l’État ». Il n'a jamais mis en question la position privilégiée de l'Église anglicane ou les privilèges de naissance de l'aristocratie anglaise.
Si les soubresauts révolutionnaires l'effrayèrent énormément, une fois l'ordre rétabli avec l'arrivée de Napoléon au pouvoir, Banks chercha à restaurer les liens avec la communauté scientifique française. Il œuvra courageusement pour que les spécimens botaniques récoltés par Jacques Labillardière lors de l'expédition d'Entrecasteaux et saisis par les Britanniques, soient restitués à la France. Il fut élu à l'Institut de France (quai Conti) en 1802.
Banks à la tête de la Royal Society fut un défenseur hors pair des sciences appliquées aux dépens des sciences pures. La recherche mathématique n'était acceptée que si elle fournissait une aide à la navigation, à la construction de canaux ou de ponts. Banks visait toujours l'efficacité et l'utilité. Avec un talent certain de coordinateur, il sut mobiliser diverses compétences scientifiques au service du développement économique à des niveaux très différents, puisque son action toucha aussi bien ses propriétés privées que celles du roi ou par extension, celles de l'empire britannique. Sa maison d'habitation londonienne fut « connue comme le centre opérationnel de la recherche scientifique en Grande Bretagne », selon Holmes. « Elle était reconnue comme telle à travers toute l'Europe - particulièrement en France, Allemagne et Scandinavie ».
Banks souffrit de la goutte tous les hivers durant les vingt dernières années de sa vie. Après avoir presque perdu l'usage de ses jambes en 1805, il devait être poussé dans un fauteuil pour ses déplacements. Il décéda le 19 juin 1820 à Spring Grove House, une maison proche de Hounslow, en ce temps dans le Middlesex et aujourd'hui dans Londres, et est enterré dans l'église de Saint-Léonard à Heston. Sa femme lui survécut sans avoir eu d'enfant.

## Postérité
Le genre Banksia fut créé en 1782 par Carl von Linné le Jeune (le fils du célèbre systématicien) sur la base de quatre spécimens trouvés par Banks et Solander, trois à Botany Bay et un dans le Queensland.
Le International Plant Names Index recense 493 espèces de plantes avec pour nom d'auteur Banks & Sol.
Les araignées australiennes Mandjelia banksi Raven & Churchill, 1994  et Opopaea banksi (Hickman, 1950)  ont été nommées en son honneur.
Son patronyme est parsemé sur tous les endroits du monde qu'il a exploré ou contribué à explorer : Terre de Banks (Territoire du Nord-Ouest), Péninsule de Banks (Nunavut) et Île de Banks (Colombie-Britannique) au Canada; Péninsule de Banks en Nouvelle-Zélande; ville de Banks, canton électoral de Banks et Bankstown en Australie; ainsi que les Îles de Banks au Vanuatu.